# In Concert MTV Plugged
In Concert / MTV Plugged ist das zweite Konzertalbum des US-amerikanischen Rockmusikers Bruce Springsteen.
Das Konzert fand am 22. September 1992 in den Warner Hollywood Studios statt und war Teil von Springsteens Other Band Tour. Am 15. Dezember 1992 erschien es auf VHS und am 12. April 1993 wurde es von Columbia Records auf CD veröffentlicht, in den USA erschien das Album erst am 26. August 1997.

## Das Konzert
Bruce Springsteen beginnt das Konzert alleine mit einer akustischen Version von dem bisher unveröffentlichtem Lied Red Headed Woman, danach spielte Springsteen mit der Other Band, einer Gruppe aus verschiedenen Musikern, darunter auch Roy Bittan und Patti Scialfa (die E Street Band hatte sich zu dem Zeitpunkt getrennt), den Rest des Konzertes mit elektrisch verstärkten Instrumenten, woraus sich der Name des Albums, MTV UnPlugged ableitet.
Größtenteils wurden Lieder von Springsteens neuen Alben Lucky Town und Human Touch, welche zeitgleich am 31. März 1992 veröffentlicht wurden, gespielt. Darüber hinaus sind viele Soli von Springsteen vorhanden, u. a. bei Atlantic City und Thunder Road.

## Das Albumcover
Auf der Vorderseite des Albums sieht man zwei Fotos von Bruce Springsteen während des Konzertes, oben rechts in der Ecke steht über drei Zeilen in großer Schrift BRUCE SPRINGSTEEN IN CONCERT, unten links in der Ecke befindet sich das Logo von MTV Unplugged, wobei das 'Un' von Unplugged mit einem roten „X“ durchgestrichen ist.
Auf der Rückseite ist von den beiden Fotos der Vorderseite der Kopf von Springsteen als Ausschnitt abgedruckt worden, dazu ist die Titelliste in schwarzer Schrift auf weißem Untergrund abgebildet und auch hier sind wieder jegliche Unplugged wie oben beschrieben durchgestrichen.

## Titelliste
Auf der VHS-Version, welche auch auf MTV ausgestrahlt wurde, befinden sich 18 Titel, auf der LP- und CD-Version jeweils nur 13, die DVD beinhaltet 19 Titel, der Bonustitel ist Roll of the Dice.
Alle Titel wurden von Bruce Springsteen geschrieben.

### LP

#### Seite 1
1. Red-Headed Woman – 2:51
2. Better Days – 4:27
3. Atlantic City – 5:37
4. Darkness on the Edge of Town – 4:40
5. Man's Job – 5:43
6. Human Touch – 7:29
7. Lucky Town – 5:07

#### Seite 2
1. I Wish I Were Blind – 5:14
2. Thunder Road – 5:28
3. Light of Day – 8:16
4. If I Should Fall Behind – 4:44
5. Living Proof – 6:05
6. My Beautiful Reward – 5:57

Die Titelreihenfolge und -länge der CD ist identisch.

### VHS/DVD
Am 9. November 2004 wurde das Konzert auf DVD veröffentlicht und enthält als Bonustitel das Lied Roll of the Dice.
1. Red Headed Woman
2. Better Days
3. Local Hero
4. Atlantic City
5. Darkness on the Edge of Town
6. Growin' Up
7. Human Touch
8. Lucky Town
9. I Wish I Were Blind
10. Thunder Road
11. Light of Day
12. The Big Muddy
13. 57 Channels (And Nothin' On)
14. My Beautiful Reward
15. Glory Days
16. Living Proof
17. If I Should Fall Behind

#### Bonustitel DVD
1. Roll of the Dice